# 7462 Grenoble
7462 Grenoble è un asteroide della fascia principale. Scoperto nel 1984, presenta un'orbita caratterizzata da un semiasse maggiore pari a 2,2685524 UA e da un'eccentricità di 0,1101148, inclinata di 5,76361° rispetto all'eclittica.